# بیلافرانکا دل پندس
بیلافرانکا دل پندس (به اسپانیایی: Vilafranca del Penedès) یک شهرستان در اسپانیا است که در استان بارسلون واقع شده‌است.

## خصوصیات
بیلافرانکا دل پندس ۱۹٫۶۵ کیلومترمربع مساحت و ۳۸٬۷۸۵ نفر جمعیت دارد و ۲۲۳ متر بالاتر از سطح دریا واقع شده‌است.